# Liste des missions SmallSat et CubeSat de la NASA
La liste des missions SmallSat et CubeSat de la NASA recense les missions spatiales de l'agence spatiale américaine mettant en oeuvre des engins spatiaux de petite taille allant du CubeSat 1U de 2 kilogramme au microsatellite de quelques centaines de kilogrammes.

## Description
L'évolution des technologies spatiales en particulier leur miniaturisation, permet désormais de collecter des données scientifiques avec des engins spatiaux de très petite taille. L'agence spatiale américaine, la NASA, consacre depuis la décennie 2000 un budget significatif au développement de missions ayant recours à des CubeSat (de 1 kilogrammes à quelques dizaines de kilogrammes) et des SmallSats (jusqu'à quelques centaines de kilogrammes). 

## Statistiques (mai 2023)
En 20 ans, de janvier 2003 à mai 2023, la NASA a consacré 3,5 milliards US$ à l'étude et au développement de 82 CubeSats et 53 SmallSats (engins spatiaux de quelques centaines de kilogrammes) remplissant des missions scientifiques. Les missions dédiées à l'héliophysique l'emportent largement avec 38 missions à différents stades de développement à cette date et 42% du budget total. Les autres domaines pris en charge par ces missions de petite taille sont l'astrophysique (13 missions, 30% du budget), les sciences de la Terre  (28 missions, 22% du budget) et la planétologie (7 missions, 7% du budget).

## Liste des missions
| Désignation                      | Type satellite  | Masse       | Domaine              | Programme                       | Objectif | Caractéristiques                                                                            | Lancement  | Statut                     |
| -------------------------------- | --------------- | ----------- | -------------------- | ------------------------------- | --- | ------------------------------------------------------------------------------------------- | ---------- | -------------------------- |
| HelioSwarm                       | SmallSat        | ? kg        | Astrophysique        | MIDEX                           | Étude tridimensionnelle temporelle et spatiale de la turbulence plasma dans le vent solaire                          | Constellation de 9 satellites. Magnétomètre, coupe de Faraday, analyseur d'ions             | 2028       |                            |
| SPHEREx                          | SmallSat        | 200 kg      | Astrophysique        | MIDEX                           | Vérification de la théorie de l'inflation cosmique                                                                   | Télescope spatial infrarouge court                                                          | 2025       | [ 2 ]                      |
| IXPE                             | SmallSat        | 325 kg      | Astrophysique        | SMEX                            | Étude des processus physiques produisant des rayons X à proximité des objets compacts                                | Télescope spatial rayons X mous                                                             | 2021       | [ 3 ]                      |
| TRACERS                          | SmallSat        | 2 x 200 kg  | Sciences de la Terre | SMEX                            | Influence des reconnexions magnétiques sur la dynamique des cornets polaires                                         | Instruments analysant les particules chargées ainsi que les champs magnétique et électrique | 2025       | [ 4 ]                      |
| CYGNSS                           | SmallSat        | 8 x 27,5 kg | Sciences de la Terre | SMEX                            | Étude des cyclones                                                                                                   | Mesure de la hauteur des vagues via l'analyse de la réflexion des signaux GPS               | 2016       | Opérationnel               |
| TROPICS                          | CubeSat 3U x 6  | 6 x 3,8 kg  | Sciences de la Terre | SMEX                            | Réalisation d'une carte tridimensionnelle de la température et de l'humidité à fréquence élevée                      | Radiomètre fonctionnant dans 12 longueurs d'onde                                            | 2021       | [ 6 ]                      |
| PREFIRE                          | CubeSat 6U x 2  | 2 x 12 kg   | Sciences de la Terre | SMEX                            | Mesure du rayonnement infrarouge réfléchi par la région arctique                                                     | Spectromètre infrarouge thermique                                                           | 2024       | [ 7 ]                      |
| INCUS                            | SmallSat        | 3 x 100 kg  | Sciences de la Terre | SMEX                            | Etude des transports verticaux de l'air et de l'eau au sein des tempêtes tropicales                                  | Radar bande Ka et radiomètre                                                                | 2026       | [ 8 ]                      |
| TEMPEST-D                        | CubeSat 6U      | 12 kg       | Sciences de la Terre | SMEX                            | Etude des processus dans les nuages et des précipitations                                                            | Radiomètre millimétrique                                                                    | 2018       | Mission achevée en 2021    |
| EscaPADE                         | SmallSat        | 2 x 120 kg  | Héliophysique        | SMEX                            | Étude de l'atmosphère de Mars                                                                                        | Magnétomètre, détecteurs particules et plasma                                               | 2025       | [ 10 ]                     |
| PUNCH                            | SmallSat (4)    | 4 x 48 kg   | Héliophysique        | SMEX                            | Etude des interactions entre la couronne solaire et l'héliosphère                                                    | Deux caméras grand angle et téléobjectif équipées d'un coronographe                         | 2025       | [ 11 ]                     |
| StarBurst                        | SmallSat        | 300 kg      | Astrophysique        | Pioneers                        | Détection des sursauts gamma courts                                                                                  | Observatoire gamma                                                                          | 2027       | En développement           |
| Aspera                           | SmallSat        | 60 kg       | Astrophysique        | Pioneers                        | Etude de l'évolution des galaxies                                                                                    | Télescope ultraviolet lointain                                                              | 2026       |                            |
| Pandora                          | SmallSat        | ? kg        | Astrophysique        | Pioneers                        | Étude de l'atmosphère des exoplanètes                                                                                | Télescope visible et infrarouge                                                             | 2025       | [ 12 ]                     |
| JANUS                            | SmallSat        | 2 x 180 kg  | Planétologie         | SIMPLEx-2                       | Survol astéroïde binaire                                                                                             | Caméras visible et infrarouge                                                               | Sans objet | Mission annulée en 2023    |
| Lunar Trailblazer                | SmallSat        | kg          | Planétologie         | SIMPLEX-2                       | Détection de l'eau à la surface de la Lune                                                                           | Spectrographe imageur et radiomètre imageur                                                 | 2025       | [ 14 ]                     |
| Carruthers Geocorona Observatory | SmallSat        | 200 kg      | Héliophysique        | STP                             | Analyse du vent solaire depuis L1                                                                                    |                                                                                             | 2025       | ex GLIDE                   |
| Solar Cruiser                    | SmallSat        | 100 kg      | Héliophysique        | STP                             | Démonstrateur voile solaire                                                                                          |                                                                                             | 2025       | Annulé en 2022             |
| SPRITE                           | CubeSat 12U     | 24 kg       | Astrophysique        | APRA                            | Cartographie des rémanents de supernovae et de l'hydrogène de 100 galaxies proches                                   | Télescope ultraviolet                                                                       | 2025       |                            |
| BlackCAT                         | CubeSat 6U      | 12 kg       | Astrophysique        | APRA                            | Détection du rayonnement X émis des sursauts gamma et des fusions d'étoiles à neutrons                               | Télescope X mous à masque codé                                                              | 2025       |                            |
| CUTE                             | CubeSat 6U      | 12 kg       | Astrophysique        | APRA                            | Etude d'une sélection d'exoplanètes                                                                                  | Télescope ultraviolet                                                                       | 2021       |                            |
| BurstCube                        | CubeSat 6U      | 12 kg       | Astrophysique        | APRA                            | Détection et localisation des événements transitoires gamma                                                          | Détecteur CsI couplés avec des photomultiplicateurs                                         | 2024       | Mission achevée (2024)     |
| ACMES                            | CubeSat 6U      | kg          | Sciences de la Terre | INVEST                          | Etude de l'ionosphère                                                                                                | Spectromètre infrarouge                                                                     | ?          |                            |
| SNoOPI                           | CubeSat 6U      | 12 kg       | Sciences de la Terre | INVEST                          | Mesure de l'humidité du sol et de la couverture nuageuse                                                             | Équipement radio bande P                                                                    | 2024       | Opérationnel               |
| HyTI                             | CubeSat 6U      | 12 kg       | Sciences de la Terre | INVEST                          | Mesure des ressources en eau                                                                                         | Imageur hyperspectral infrarouge thermique                                                  | 2024       |                            |
| CTIM-FD                          | CubeSat 8U      | 16 kg       | Sciences de la Terre | INVEST                          | Mesure de l'irradiance solaire totale                                                                                | Bolomètres                                                                                  | 2022       |                            |
| NACHOS                           | CubeSat 3U      | 6 kg        | Sciences de la Terre | INVEST                          | Détection des feux de carbone fossile et des dégazages par des volcans                                               | Imageur hyperspectral                                                                       | 2022       | [ 16 ]                     |
| RainCube                         | CubeSat 6U      | 18 kg       | Sciences de la Terre | INVEST                          | Analyse des précipitations. Validation technologie radar miniaturisé                                                 | Radar bande Ka                                                                              | 2018       | [ 17 ]                     |
| GTOSat                           | CubeSat 6U      | 12 kg       | Héliophysique        | H-FORT                          | Etude de la dynamique des électrons relativistes dans la ceinture de radiations de la Terre                          | Spectromètre à électrons                                                                    | 2025       |                            |
| AERO-VISTA                       | CubeSat 6U (x2) | 2 x 10 kg   | Héliophysique        | H-FORT                          | Etude de la nature et des sources des émissions radio dans l'ionosphère                                              | Récepteurs radio                                                                            | ?          | [ 18 ]                     |
| CURIE                            | CubeSat 3U (x2) | 2 x 5,2 kg  | Héliophysique        | H-FORT                          | Détection et localisation des émissions radio célestes dans la bande 0,1-19 MHz                                      | Interféromètre radio                                                                        | 2024       |                            |
| REAL                             | CubeSat 3U      | 6 kg        | Héliophysique        | H-FORT                          | Détermination des mécanismes de précipitation des électrons de la ceinture de radiations terrestre dans l'atmosphère | Détecteur de particules énergétiques                                                        | 2025       |                            |
| CUSP                             | CubeSat 6U      | 10,2 kg     | Héliophysique        | H-FORT                          | Mesure de l'activité solaire                                                                                         | Détecteurs de particules et magnétomètre                                                    | 2022       | [ 19 ]                     |
| SunRISE                          | CubeSat 6U (x6) | 6 x 12 kg   | Héliophysique        | Explorer Mission of Opportunity | Etude de l'activité solaire                                                                                          | Interféromètre radio                                                                        | 2025       | [ 20 ]                     |
| EZIE                             | CubeSat 6U (x3) | 3 x 6 kg    | Héliophysique        | Explorer Mission of Opportunity | Etude des courants électriques de l'atmosphère terrestre mettant en relation les aurores et la magnétosphère         | Spectromètre                                                                                | 2025       |                            |
| Q-PACE                           | CubeSat 3U      | 6 kg        | Planétologie         | SIMPLEx-1                       | Étude du processus d'accrétion à l'origine des proro-planètes                                                        | Simulation du phénomène d'accrétion en apesanteur                                           | 2021       | Échec de la mission en vol |
| LunaH-Map                        | CubeSat 6U      | 14 kg       | Planétologie         | SIMPLEX-1                       | Cartographie de l'eau présente dans les régions polaires de la Lune                                                  | Spectromètre à neutrons                                                                     | 2022       | Échec de la mission en vol |
| BioSentinel                      | CubeSat 6U      | 14 kg       | Planétologie         |                                 | Impact des rayons cosmiques sur les cellules biologiques                                                             | Expérience biologique                                                                       | 2022       | [ 22 ]                     |
| Lunar IceCube                    | CubeSat 6U      | 14 kg       | Planétologie         | NextSTEP                        | Détection des éléments volatiles à la surface de la Lune                                                             | Spectromètre                                                                                | 2022       | Échec de la mission en vol |
| Lunar Flashlight                 | CubeSat 6U      | 14 kg       | Planétologie         | AES                             | Cartographie des ressources en eau à la surface de la Lune                                                           | Réflectomètre laser                                                                         | 2022       | Échec de la mission en vol |
| Near-Earth Asteroid Scout        | CubeSat 6U      | 14 kg       | Planétologie         | NextSTEP                        | Etude d'un astéroïde géocroiseur                                                                                     | Caméra                                                                                      | 2022       | Échec de la mission en vol |
| CAPSTONE                         | CubeSat 12U     | 25 kg       | Planétologie         |                                 | Cartographie du champ gravitationnel de la Lune                                                                      | Système de positionnement                                                                   | 2022       | [ 24 ]                     |
| HaloSat                          | CubeSat 6U      | 12 kg       | Astronomie           |                                 | Valuation de la masse du halo galactique                                                                             | Détecteurs de rayons X                                                                      | 2018       | [ 25 ]                     |
| SPARCS                           | CubeSat 6U      | 12 kg       | Astronomie           |                                 | Etude du rayonnement des étoiles de type M                                                                           | Télescope ultraviolet                                                                       | 2025       | [ 26 ]                     |
| Mars Cube One                    | CubeSat 6U x 2  | 2 x 13,5 kg | Planétologie         |                                 | Relais radio de la mission martienne InSight                                                                         | Émetteur récepteur radio                                                                    | 2018       | Mission achevée            |